# Radzanów (gmina, Białobrzegi)
Pour les articles homonymes, voir Radzanów.
Radzanów est une gmina rurale de la Powiat de Białobrzegi, dans la Voïvodie de Mazovie, dans le centre-est de la Pologne.
Son siège administratif est le village de Radzanów, qui se situe environ 14 kilomètres au sud-ouest de Białobrzegi (siège de la powiat) et 75 kilomètres au sud de Varsovie (capitale de la Pologne).
La gmina couvre une superficie de 82,59 kilomètres carrés pour une population de 3 888 habitants en 2006.

## Histoire
De 1975 à 1998, la gmina est attachée administrativement à la voïvodie de Radom. Depuis 1999, elle fait partie de la voïvodie de Mazovie.

## Géographie
La gmina de Radzanów inclut les villages suivants :
- Błeszno
- Branica
- Bukówno
- Czarnocin
- Grabina
- Grotki
- Kadłubska Wola
- Kępina
- Kozłów
- Ludwików
- Łukaszów
- Młodynie Dolne
- Młodynie Górne
- Ocieść
- Podgórze
- Podlesie
- Ratoszyn
- Radzanów
- Rogolin
- Śliwiny
- Smardzew
- Wólka Kadłubska
- Zacharzów
- Żydy

### Gminy voisines
La gmina de Promna est voisine des gminy suivantes :
- Białobrzegi
- Potworów
- Przytyk
- Stara Błotnica
- Wyśmierzyce.